# Šalvěj muškátová

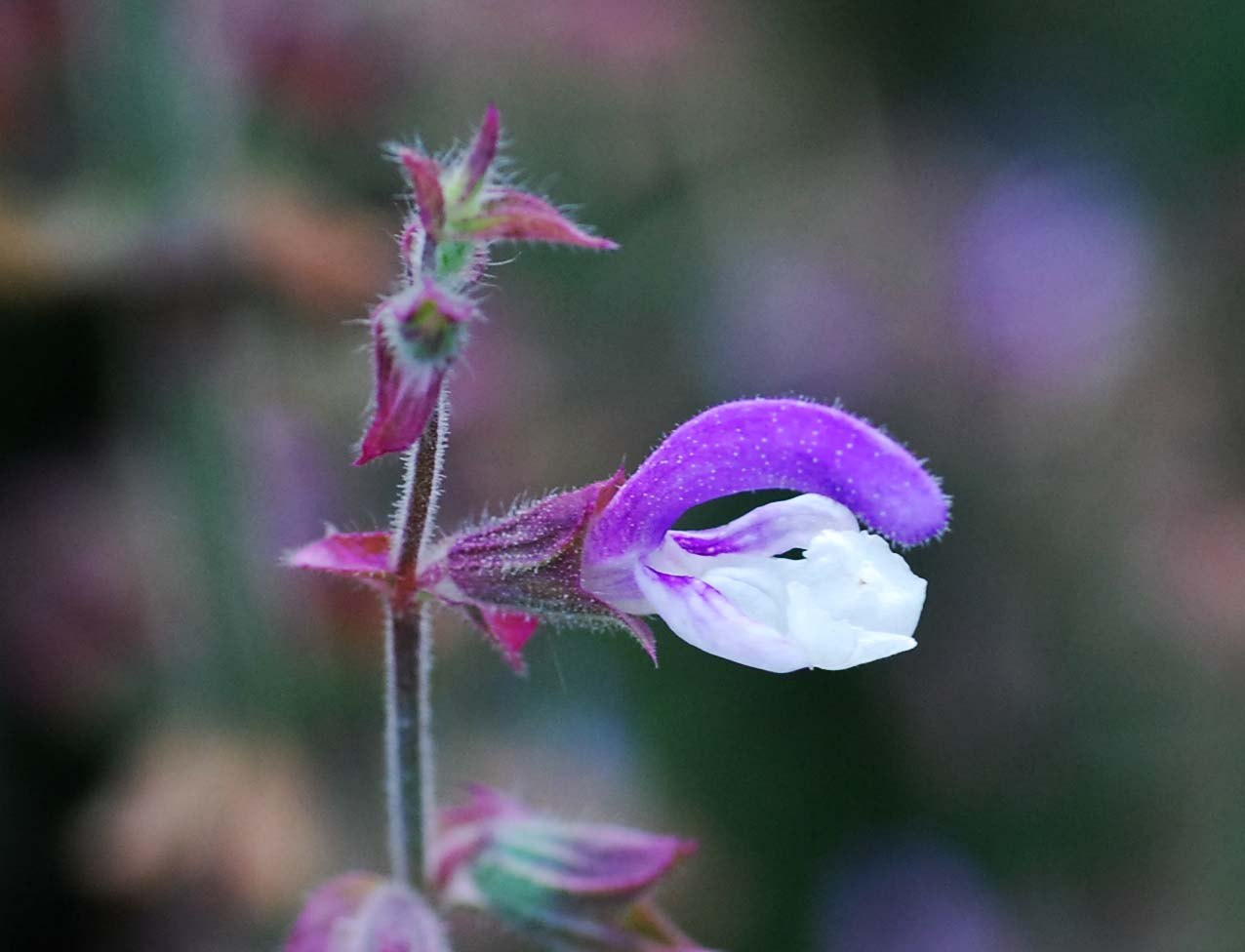
Květ

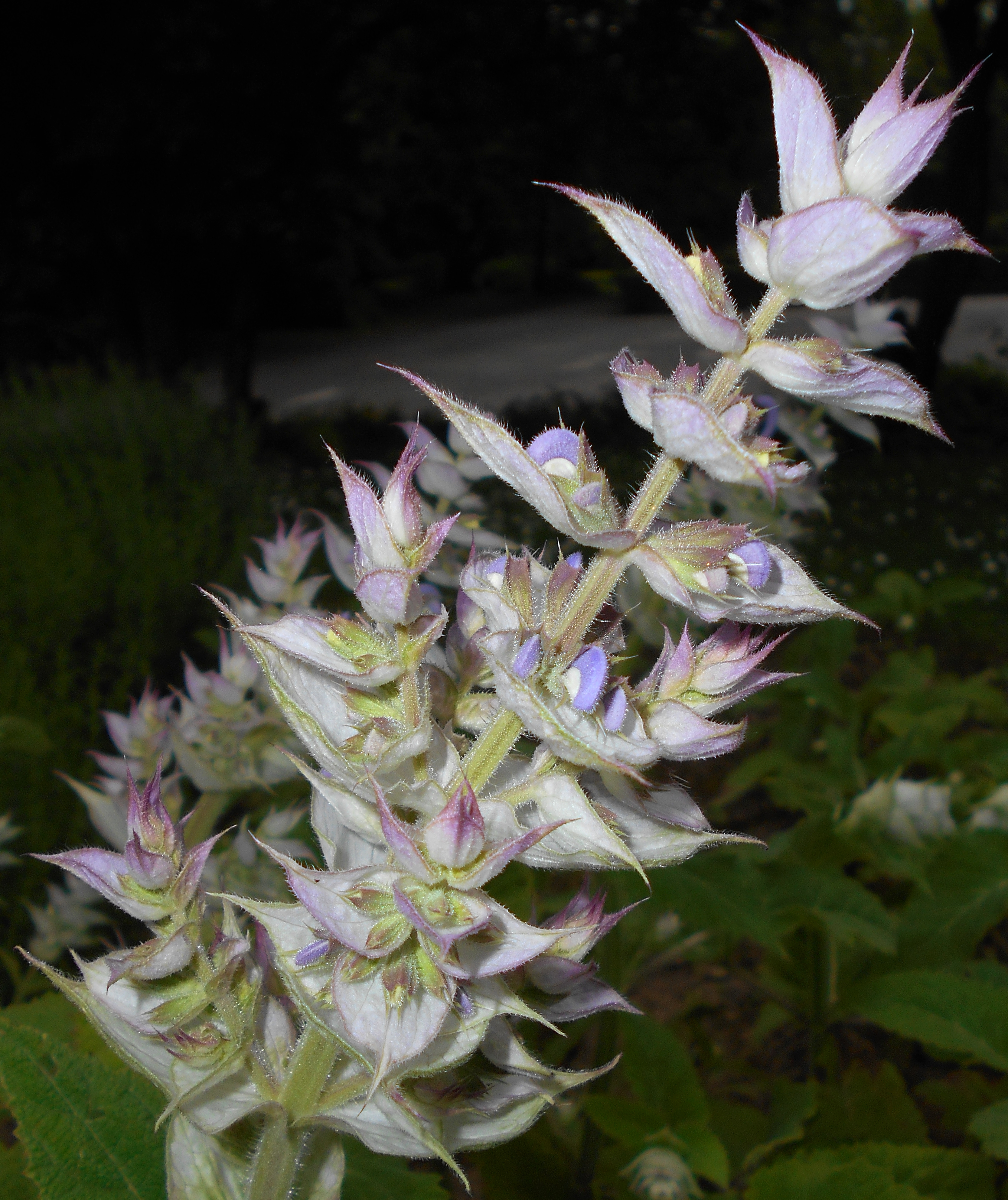
Květenství

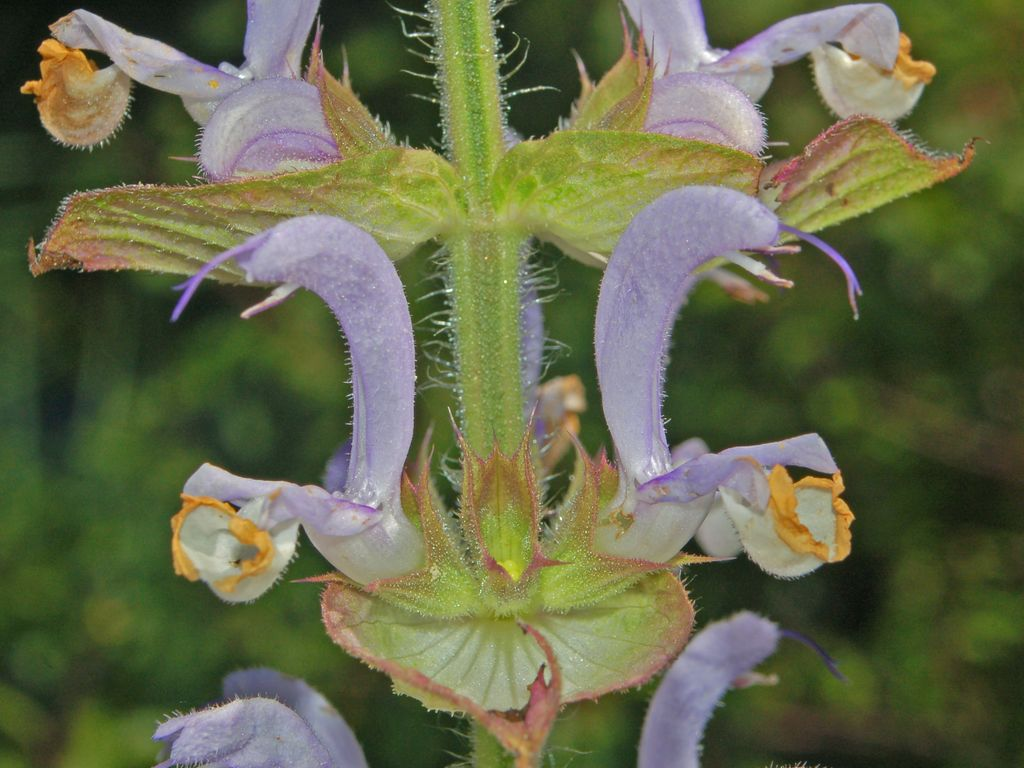
Lichopřesleny květů a listenů

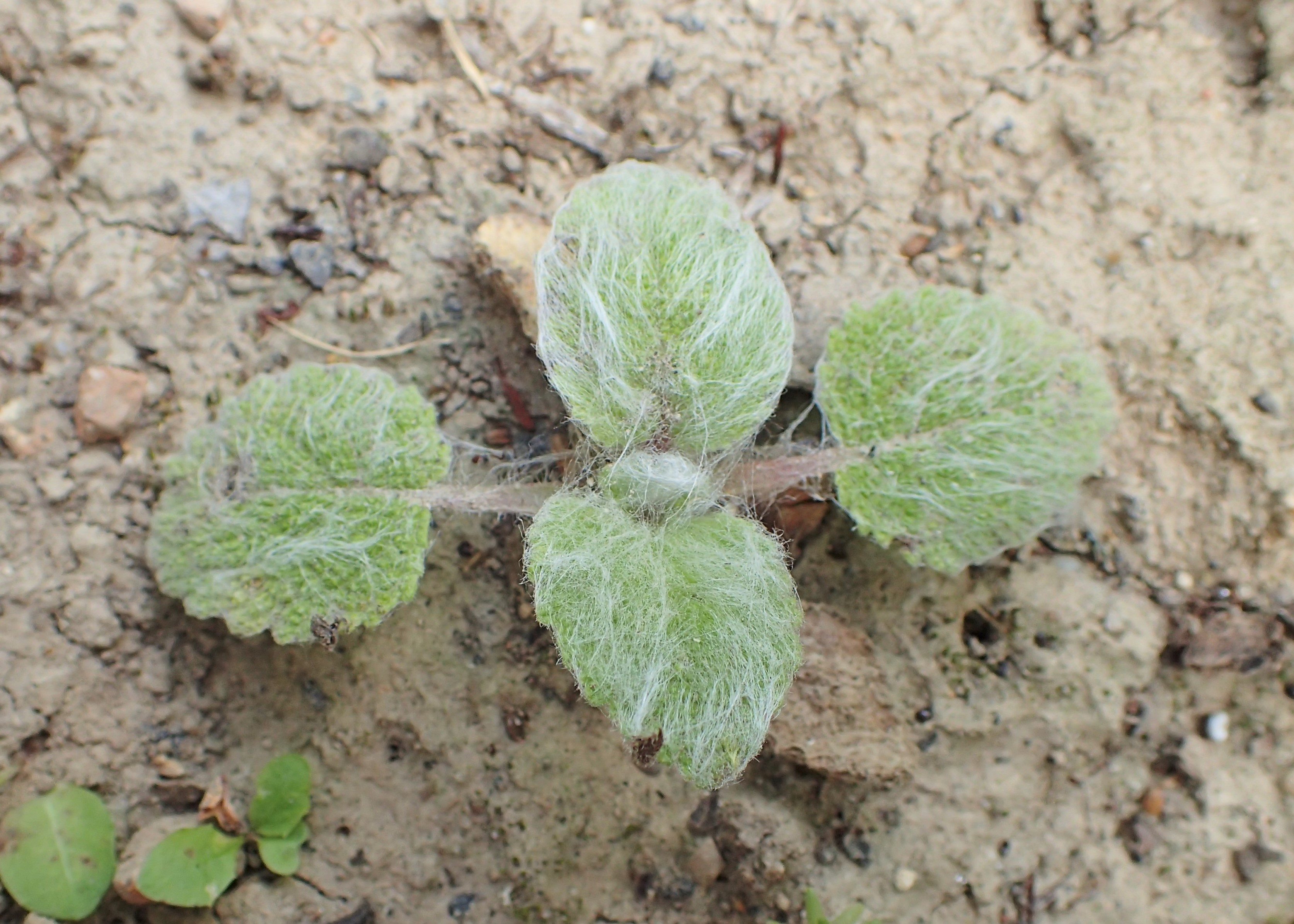
Mladý semenáč

Šalvěj muškátová (Salvia sclarea) je dvouletá nebo krátce vytrvalá, silně aromatická bylina. Je jedním z asi třinácti druhů rodu šalvěj vyskytující se v české přírodě a je považována za neofyt, jenž zřídka zplaňuje do volné přírody. Je teplomilnou rostlinou a bývá občas v okrasných zahradách vysazována pro své květy, charakteristickou vůni i nenáročnost na pěstování. V minulých stoletích byla na území Česka hojně pěstována, uniklá do volné přírodě byla zjištěná již v roce 1809.

## Rozšíření
Druh je považován za původní v oblasti Středozemního moře a jihozápadní Asie. Jeho areál zabírá evropské země přiléhající ke Středozemnímu moři, oblast Kavkazu, Blízký východ, Střední Asii a Pákistán na indickém subkontinentu.
V Česku bývá šalvěj muškátová, kvůli vysokému obsahu aromatických látek, pěstována pro průmyslové účely také na polích v teplých oblastech státu.

## Ekologie
Šalvěj muškátová je hemikryptofyt, který v prvém roce vytváří listovou růžici a ve druhém a dalších vyhání květonosnou lodyhu. Na sušším a teplejším stanovišti se stává z rostliny původně dvouleté rostlina krátce vytrvalá, na záhonech se vysemeňuje a přirozeně se tak obnovuje, samovolně vytváří trvalý porost.
Pochází ze suchých oblastí s kamenitou půdou, a proto dává přednost slunečnému a suchému stanovišti, polostín toleruje. Půda pro pěstování by měla mít dostatek živin i vápníku, může obsahovat i větší množství štěrku a drobné sutě. Na nadměrnou vlhkost je bylina citlivá hlavně za chladného počasí a v zimě, kdy může zahnívat. Kvete od června do srpna, její ploidie je 2n = 22.

## Popis
Dvouletá nebo vytrvala bylina s přímou, statnou, v horní části větvenou, hustě chlupatou lodyhou vysokou 30 až 100 cm, která vyrůstá z přízemní listové růžice. Rostlina má hluboko sahající a do široka rozvětvený hlavní kořen. Lodyžní listy mají řapík dlouhý 4 až 10 cm a jejich nápadně svraskaná, podlouhle vejčitá čepel bývá dlouhá 5 až 25 cm a široká od 3 do 18 cm, na bázi je srdčitá, na vrcholu tupě špičatá, po obvodě chobotnatě vykrajovaná, má vnořenou žilnatinu a oboustranně je porostlá jednoduchými chlupy se vtroušených žlázkami.
Květy s krátkými stopkami jsou dlouhé 2 až 4 cm, pětičetné, oboupohlavné a jsou podepřené velkými, přisedlými, široce vejčitými listeny, které bývají růžové, modré, fialové či bělavé se zeleným olemováním. Vyrůstají ve čtyř až šestikvětých lichopřeslenech, jež vytvářejí oddálená, latovitá květenství. Květ má široce zvonkovitý kalich asi 1 cm dlouhý, jeho horní pysk je třícípý, z nich je střední výrazně kratší než oba postranní a dolní pysk je složen ze dvou ostrých cípů. Koruna květu je dvoupyská, asi 3 cm dlouhá, růžová, světle fialová či špinavě bílá, horní pysk je přilbovitě vyklenutý a na vrcholu vykrojený, dolní, třílaločný pysk je nažloutlý a má střední, největší lalok široce obvejčitý, lžícovitě prohnutý a se zvlněným přívěskem po okraji. V květu jsou dvě tyčinky a dvě patyčinky. Čnělka je dlouhá a dvojklaná blizna vystupuje z květu, svrchní semeník je vytvořen ze dvou plodolistů.
Květy opyluje obvykle větší hmyz, včely a čmeláci. Plody jsou tmavě hnědé, vejčité tvrdky asi 3 mm velké, rozpadající se na čtyři plůdky.

## Použití
Šalvěj muškátová obsahuje velké množství vonné silice, složené z monoterpenů, diterpenů a seskviterpenů. Z jednotlivých látek je hojně zastoupen alfa-terpineol, geraniol, linalool, myrcen a dále pak aethiopinon, candidissiol, ferruginol, manool, microstegiol, salvipison, sclareol, 1-oxoaethiopinon a 7-oxoroyleanon. Jako řada dalších druhů má i tato šalvěj léčivé účinky, v domácnostech se používá k léčbě kašle, nachlazení, zažívacích potíží a při nemocech ledvin.
Muškátový olej, "Muscatel oil", vylisovaný z kvetoucích rostlin, se používá v kosmetice při výrobě pánských parfémů, na výrobu mýdel a dalších kosmetických přípravků, v potravinářství pro ochucování vín a vyrábějí se z něj oleje do barev a laků.
V současnosti jsou pro zahradní pěstování vhodné vyšlechtěné odrůdy 'Alba' s bílými květy a žlutozelenými listeny a 'Vatikan White' s bílými květy i bílými listeny.